# Waterboy
Waterboy är en amerikansk komedifilm från 1998.

## Handling
Bobby är 31 år gammal och ansvarar för dricksvattnet åt det lokala amerikanska fotbollslaget. Han blir av med jobbet och i ett nytt lag upptäcker tränaren att Bobby är duktig på att tackla de som retas med honom. Han får börja i laget men han måste hålla det hemligt från sin överbeskyddande mor.

## Om filmen
Waterboy regisserades av Frank Coraci. Adam Sandler nominerades till en Golden Raspberry Award för sämsta manliga huvudroll för sin insats i filmen. 

## Rollista (i urval)
- Adam Sandler - Bobby Boucher
- Kathy Bates - Helen Boucher
- Fairuza Balk - Vicki Vallencourt
- Henry Winkler - tränare Klein
- Jerry Reed - tränare Red Beaulieu
- Blake Clark - Farmer Fran
- Rob Schneider - Townie
- Jennifer Bini Taylor - Rita